# Божко, Роман Владимирович
Роман Владимирович Божко (род. 13 августа 2002, Уральск) — казахстанский футболист, защитник клуба «Кайсар» и сборной Казахстана до 21 года.

## Клубная карьера
Футбольную карьеру начинал в 2021 году в составе клуба «Акжайык М». 24 марта 2023 года в матче против клуба «Алтай» дебютировал в кубке Казахстана (5:1).
2024 году подписал контракт с клубом «Тобол». 30 июня 2024 года в матче против клуба «Актобе» дебютировал в казахстанской Премьер-лиге (4:3).

## Карьера в сборной
8 июня 2024 года дебютировал за сборную Казахстана до 21 года в матче против сборной Грузии до 21 года.

## Клубная статистика
| Клуб             | Сезон            | Лига | Лига | Кубки | Кубки | Еврокубки | Еврокубки | Итого | Итого |
| Клуб             | Сезон            | Игры | Голы | Игры  | Голы  | Игры      | Голы      | Игры  | Голы  |
| ---------------- | ---------------- | ---- | ---- | ----- | ----- | --------- | --------- | ----- | ----- |
| Акжайык          | 2021             | 0    | 0    | —     | —     | —         | —         | 0     | 0     |
| Акжайык          | 2022             | 0    | 0    | 0     | 0     | —         | —         | 0     | 0     |
| Акжайык          | 2023             | 27   | 1    | 3     | 0     | —         | —         | 30    | 1     |
| Акжайык          | Итого            | 27   | 1    | 3     | 0     | —         | —         | 30    | 1     |
| → Акжайык М      | 2021             | 17   | 0    | —     | —     | —         | —         | 17    | 0     |
| → Акжайык М      | 2022             | 18   | 3    | —     | —     | —         | —         | 18    | 3     |
| → Акжайык М      | Итого            | 35   | 3    | —     | —     | —         | —         | 35    | 3     |
| Тобол            | 2024             | 1    | 0    | 1     | 0     | —         | —         | 2     | 0     |
| Тобол            | Итого            | 1    | 0    | 1     | 0     | —         | —         | 2     | 0     |
| → Тобол М        | 2024             | 4    | 0    | —     | —     | —         | —         | 4     | 0     |
| → Тобол М        | Итого            | 4    | 0    | —     | —     | —         | —         | 4     | 0     |
| Всего за карьеру | Всего за карьеру | 67   | 4    | 4     | 0     | —         | —         | 71    | 4     |